# Cantón de La Machine
El cantón de La Machine era una división administrativa francesa, que estaba situada en el departamento de Nièvre y la región de Borgoña.

## Composición
El cantón estaba formado por siete comunas:
- Béard
- Druy-Parigny
- La Machine
- Saint-Léger-des-Vignes
- Saint-Ouen-sur-Loire
- Sougy-sur-Loire
- Thianges

## Supresión del cantón de La Machine
En aplicación del Decreto nº 2014-184 de 18 de febrero de 2014, el cantón de La Machine fue suprimido el 22 de marzo de 2015 y sus 7 comunas pasaron a formar parte; seis del nuevo cantón de Imphy y una del nuevo cantón de Decize.